# カズレーザー
カズレーザー（本名：金子 和令〈かねこ かずのり〉、1984年〈昭和59年〉7月4日 - ）は、日本のクイズプレーヤー、お笑いタレント。メイプル超合金のボケ担当。相方は安藤なつ。サンミュージックプロダクション所属。妻は女優の二階堂ふみ。
埼玉県加須市出身。赤い服に金髪がトレードマーク。兄と妹がいる。母方の実家はイチゴ農家。クイズを得意としており、芸人仲間からはカズ、カズレーザーと呼ばれることが多い。 2020年に自身のYouTubeチャンネル『カズレーザーの50点塾』を開設。

## 略歴
加須市立樋遣川小学校、加須市立北中学校、埼玉県立熊谷高等学校、同志社大学商学部を卒業。大学生時代は喜劇研究会に所属。歴史あるサークルだが、元相方でもある東ブクロ（さらば青春の光）によると、彼らが在籍していた頃は他大学との交流もなく閉鎖的、サークル内でのネタ見せでは「笑ったら負け」の雰囲気があり、それぞれが相手を“えぐる”ようなダメ出しをしていた。そのお笑い養成所のような雰囲気を作り出していたのがカズレーザーで、演者は皆、カズレーザーの意見を求めて集まっていたという。この当時は1年後輩の東口宜隆（現さらば青春の光・東ブクロ）とのコンビ『フルハウス』で活動。フルハウスは大学内の漫才大会では常に1位だったが、2003年に出場した『M-1グランプリ』では1回戦敗退。ナベプロや吉本興業のオーディションを受けたが上手く行かず、ワタナベコメディスクール主催のコンテストに参加した。その際、高校生のハライチがグランプリを獲り、2期の特待生として学費の48万円を全額免除されたが、フルハウスは5万円の免除だけと実力の差を見せつけられたため、ワタナベコメディスクールの入学を断念し、大学卒業と同時に解散した。
2007年の大学卒業後は銀行への就職が内定していたが、「とにかく働きたくない」という思いが強く内定を辞退、その後、芸術家など進路を色々と考えたが、消去法で再び芸人を目指すことに決める。決断した時点でもう既に4月になっており、多くの養成所が締切になっていた中で募集を続けていたTOKYO☆笑BIZを選び、4期生として入学した。
2009年、TOKYO☆笑BIZ卒業後、サンミュージック所属となってピン芸人としてデビュー。所属先にサンミュージックを選んだことについては「人生最大の決断であり、人生最大のミスと言っても過言ではない」と後悔する一方で「サンミュージックに所属したからこそ今の僕がある。他を選んでいたら芸人を続けられずに途中で辞めていた。」とも語っている。ピン芸人時代は「名前だけでも覚えて帰ってほしいコント」と称して、オチに「どうも、カズレーザーです」と言うショートコントをしていた。本人曰く、ピン芸人時代は6年間スベり続けていたが「好きなネタができるだけで楽しかった」という。ぶっちゃぁ（ブッチャーブラザーズ）にも「お前は今のままで大丈夫」とも言われたことがあるが、マネージャーには「このままスベり続けて死ぬか、コンビを組むのかどっちなんだ」などと言われたこともあった。
2012年に安藤なつを誘い、メイプル超合金を結成。

## 人物

### 家族
2025年8月10日、女優の二階堂ふみとの結婚を発表した。

### ファッション
- 通っていた熊谷高校は自由な校風で制服がなく、高校1年生[8]から現在に至るまで、舞台衣装そのままの全身赤色の服を常用している[14]。これは寺沢武一の漫画『コブラ』の影響であり、左腕をサイコガンに改造したいとも語る[15][16]。高校生の頃のあだ名は「レッド」で、大学へ進学後も自ら「レッドと呼んで」とよく話しかけていたという[7]。
- 学生時代に家庭教師のアルバイトをしたが、金髪に赤い服という外見から上司に信頼してもらえず、ほどなくして辞めている[17]。
- 就職活動中に「服装は自由」の触れ込みを信じて、バンダイの就職説明会に金髪と全身赤色の姿で出席したことがある[17]。
- 他にも赤にこだわった好みが多く、高校近くの店では必ずミートソースの大盛りを頼んでいた。カラオケの十八番はケチャップからの連想であり、好きな歌手でもある森高千里の『ロックン・オムレツ』[7]。
- 稀にテレビ番組の企画[18]やイベント[19]で赤以外の衣装を着ることもある。

### 趣味・嗜好
- 趣味は読書、筋トレ、自衛隊研究、社会科見学、美術館巡り。絵画については「遠くから見たらかっこいいが、近くからだと下手くそに見えるけれども、それでも生き生きしている絵が不思議だなと思う」と語っている[11]。特技はボディービルダーあるある[20]。
- セガのマニアでもあり、セガに関する知識はハード・ソフトともにセガ社員が驚くほどであり、2019年12月16日にはバラエティ番組『しくじり先生 俺みたいになるな!!』（テレビ朝日）にてメガドライブの歴史を解説した[21]。
- 好きなドラマは『ランチの女王』。「竹内結子さんと江口洋介さんが出ているからね。めちゃくちゃ面白いんですよね」と絶賛している[22]。
- 『仮面ライダーシリーズ』や『スーパー戦隊シリーズ』などの特撮ファンであり[23][24]、カズレーザーという芸名は仮面ライダーv3に登場するカニレーザーからきている。『ガンダム』好きでもあり、『しくじり先生 俺みたいになるな!! 』では講師となってガンダム解説を担当した[25]。トランスフォーマーシリーズも好きなようで、YouTubeでのひろゆきとの対談にて、コロナウィルスの型の名称について話題が出た際、「オミクロンやデルタクロンって、トランスフォーマーじゃねぇんだからって感じですよね?」と発言していた[26]。
- 読書家であり、年間200冊以上を読む[27]。絵本・図鑑・専門書など、ジャンルは小説に限らず多岐に渡る。
  - 貧乏暮らしをしていた頃、図書館に入り浸って図鑑を読み漁っていた時期があり、そのとき得た知識がクイズ番組での活躍に繋がっている[28]。
  - 中学2年生のときに出会った筒井康隆の小説に、「こんな面白い文章書けるわけない」と作家になる夢を諦めるほどの衝撃を受けた[29]。筒井康隆著の『残像に口紅を』を『アメトーーク!』（テレビ朝日）で紹介したところ大きな話題となり、10万部以上を増刷[30]。筒井本人に言及されたことで、Twitterで喜びを語った[31]。
- オリンピック競技のほとんどに興味がないが、重量挙げとフィギュアスケートには興味があって見ている[32]。
- 辛い食べ物と草類（野菜など）が全く食べられないほど苦手である[2]。
- 喫煙者であったが、2021年から禁煙をしている。喫煙の善し悪しについては「棲み分けが出来ればいい」と述べており、近年は受動喫煙対策が進んでいることから「肩身狭いから喫煙所の連帯感はハンパない」と語っている[33]。

### 性的指向
- バイセクシュアルであることを公言している。過去に女性7人・男性6人との交際経験があり、好きな男性のタイプは京本政樹と及川光博で、好きな女性のタイプは天海祐希[34]。20歳の時にゲイの友人に誘われ、それを意外と受け入れられたのが始まりであると語っている[7]。堀北真希は憧れの女性芸能人であったが、堀北の引退までに共演は叶わなかった[35]。
- たきうえ（流れ星☆）が好きと公言している。瀧上の結婚後も「男性枠は空いてますよね?」とコメントしている[36]。

### 交友関係
- プライベートでは平井“ファラオ”光（馬鹿よ貴方は）と仲が良い[37]。以前は6人ほどの芸人仲間と同居していた[38]。後に引越し、2017年6月時点では、たかし（トレンディエンジェル）や、矢巻駿（演芸おんせん）と4人で同居している[39]。
- 芸能人のクイズ勉強会を主宰している。参加者は阿部亮平、岩永徹也、歌広場淳、えなりかずき、中村竜太郎、三浦奈保子、山崎怜奈など[40]。

### 思想
- 「Z世代」という表現に否定的な意見を示しており、Z世代という言葉は年配者が作った言葉であり、Z世代という表現そのものが今時の価値観ではないと提唱している[41]。自分自身をZ世代と称する2000年代生まれの人物より相談があり「老害が多すぎて嫌になる」という相談に対し、「Z世代とかY世代って上の人が勝手に作った枠組みなんですよ……今の価値観にアップデートしたいんだったらこういう言葉は使わないほうがいいですよ、古臭く見られます……絶対“Z世代”なんてダサい言葉使わないでください。昭和だと思われます」と発言し、多くの称賛の声が挙がった[41]。

### エピソード
- 芸名の由来は『仮面ライダーV3』に登場する怪人「カニレーザー」[42]、および本名「和令」の読み替えから[42]。また、芸名を「カネコ」にしていた時期もあった[43]。
  - 2019年4月1日に平成の次の元号「令和」が発表され、これがカズレーザーの本名「和令（かずのり）」を逆さにしたものとなったため、カズレーザー本人も発表直後に驚き、ネット上でも話題となった[44]。その後「和令」の書を掲げた写真を公開、「一生に一度有るかないか、多分ないであろうニアピン」「ありがたい名をつけてくれた両親親族に、まず感謝いたします」と綴っている[45]。
- かつて芸術家からの依頼で、河原で流木拾いのアルバイトをしていた。創作意欲を沸き立たせるような形かどうかが決め手であり、気に入られたら1本につき5000円かそれ以上の収入があったが、気に入られなかったら無収入になったという[46][43]。
- 2016年2月29日（月）に放送された『ぶっちゃけ寺&Qさま!! 合体3時間SP「ヤング学力王No.1決定戦」』（テレビ朝日）で初登場初優勝以降、『クイズプレゼンバラエティー Qさま!!「学力王No.1決定戦」』（テレビ朝日系列）企画にレギュラー出演。さらに年間総合成績において2017年度・2018年度のチャンピオンになる。また、クイズ番組『ザ・タイムショック』（テレビ朝日）では、前人未到の3連覇を達成している（2018年9月 - 2019年9月）。
- 自身について「頑張ってないのがいいんじゃないかな」と語っている[11]。「人生なんて成り行きで、決断しないのが一番偉い」といった考えを持ち「他の事務所の芸人さんのように、鬼のように努力するのって疲れちゃう」とのことで、自らの才能についても「才能があったら芸人になっていなかったし、もっと違うことをやっていた」とも語っている[11]。
- 2021年5月7日放送の『沸騰ワード10』（日本テレビ系列）に出演し、岸信夫防衛大臣から感謝状と記念メダルを受け取った[47]。
- 膨大な知識量とコメント力からコメンテーターの仕事が多いが本人曰く「楽しくはない」[48]。

## 受賞歴
コンビとしての受賞歴は「メイプル超合金#受賞歴」を参照。
- Yahoo!検索大賞 2016 お笑い芸人部門賞[49]

## 出演
コンビでの出演については、メイプル超合金#出演を参照。

### テレビ
報道・情報番組
| 期間          | 期間          | 番組名                                         | 役職                                                                                                   |
| ------------- | ------------- | ---------------------------------------------- | --- |
| 2015年4月     | 現在          | サタデープラス（毎日放送）                     | 不定期出演                                                                                             |
| 2015年4月     | 現在          | 池上彰のニュースそうだったのか!!（テレビ朝日） | 不定期出演                                                                                             |
| 2016年        | 現在          | お願い!ランキング（テレビ朝日）                | 不定期出演                                                                                             |
| 2019年10月1日 | 2021年3月26日 | 情報プレゼンター とくダネ!（フジテレビ）       | スペシャルキャスター ※2020年9月まで火曜日のみ出演し、同年10月から金曜日も含めて週2日（火・金曜日）出演 |
| 2021年4月2日  | 2025年3月28日 | めざまし8（フジテレビ）                        | 金曜日スペシャルキャスター                                                                             |
| 2025年3月31日 | 現在          | サン!シャイン（フジテレビ）                    | 月・金曜日スペシャルキャスター                                                                         |

バラエティ（トーク・クイズ・教養・冠などの関連）番組
- ジョブチューン アノ職業のヒミツぶっちゃけます!（TBSテレビ、2013年 - ）- 不定期出演
- しくじり先生 俺みたいになるな!!（テレビ朝日） - 主に先生として不定期出演。看板講師[54]。
- くりぃむクイズ ミラクル9（テレビ朝日、2016年2月 - ） - レギュラー解答者[50]
- クイズプレゼンバラエティー Qさま!!（テレビ朝日、2016年2月 - ） - レギュラー解答者[50]
- 沸騰ワード10（日本テレビ、2016年4月 - ） - レギュラー[50]
- ロンドンハーツ（テレビ朝日、2016年 -）- 不定期出演
- アメトーーク!（テレビ朝日、2016年 - ）- 不定期出演
- 採用!フリップNEWS（中京テレビ、2016年10月 - 2019年3月）- 不定期出演
- 絶対!カズレーザー（テレビ朝日、2017年4月 - 9月）- MC・冠番組
- 張り紙パイレーツ!（テレビ朝日、2017年10月 - 2018年3月）- MC
- オー!!マイ神様!!（TBS、2017年5月 - 2018年3月）- レギュラー
- 良かれと思って!（フジテレビ、2017年4月 - 2018年3月）- MC
- 陸海空 こんな時間に地球征服するなんて→陸海空 地球征服するなんて（テレビ朝日、2017年4月 - 2019年3月）- 隔週レギュラー
- 激レアさんを連れてきた（テレビ朝日、2018年 - ）- 準レギュラー、2021年7月5日現在、最多ゲスト出演[55]
- 家事ヤロウ!!!（テレビ朝日、2018年4月 - ） - MC[56][50]
- 月刊 たけしのその時カメラは回っていた（NHK総合、2020年4月 - 2021年3月）
- 所JAPAN（フジテレビ、2020年 - 2023年）- 準レギュラー
- クイズ!ウマレーザー（TBSテレビ、2020年10月 - 12月／2021年4月 - 2021年6月）- MC、冠番組
- あの子は漫画を読まない。（BS日テレ、2021年4月 - 2022年3月） - MC
- カズレーザー×ビジネスリーダー 未来人（ミライスト）〜ひらめきで世界を変える〜 （関西テレビ、2021年5月30日 - ）- MC・冠番組[57]
- X年後の関係者たち あのムーブメントの舞台裏（BS-TBS、2021年10月5日 - ） - MC[58]
- 野田レーザーの逆算（テレビ朝日、2021年10月8日 - 2022年9月30日） - MC、冠番組[59][60]
- カズレーザーと学ぶ。（日本テレビ、2022年10月25日 - ）- MC、冠番組

#### 現在
- じわじわくる映像アワード（日本テレビ、2018年12月30日 - ）
- インテリ芸能人とロケしたら想像以上にウザかった（関西テレビ、2021年9月26日 - ） - インテリ芸能人
- 高専ロボコン（NHK総合、2021年12月25日 - ）- ナビゲーター
- せっかち勉強（日本テレビ、2023年9月3日 - ）- 勉強リーダー
- 脳内ワンダーランド（2023年9月15日、BS朝日） - MC[61]
  - カズレーザー&ダウ蓮見の考えすぎるヒト（2024年8月31日 - 、BS朝日） - MC・冠番組
- 何で会社辞めないんですか?（テレビ東京、2024年6月30日 - ）- MC
- お掃除で日本を学ぶ Travis Japanの蔵ピカ（フジテレビ、2025年3月20日 - ）

#### 過去
- お笑いゆとりスリー（フジテレビ、2016年3月25日）
  - お笑いゆとりフォー（フジテレビ、2017年1月4日）
- くりぃむVS林修!クイズサバイバー（テレビ朝日、2016年6月29日 - 2018年12月20日）- 芸能人チーム
- ビートたけしの知らないニュース（テレビ朝日、2017年1月7日 - 2018年1月10日）- プレゼンター
- ハク学の壁（フジテレビ、2017年1月21日） - 壁
- 芸人たちとチャイルド11（フジテレビ、2017年1月28日）
- ザ・タイムショック（テレビ朝日、2017年3月30日 - 2022年9月21日）- 常連解答者
- たった1問で分かる!カリスマテスト（日本テレビ、2017年5月14日）- MC
- 世界!教科書スクープ（TBS、2017年5月27日）- MC
- サンバリュ （日本テレビ）
  - 匿名希望 〜芸能人が匿名で公募に挑戦!合格者続々登場SP〜（日本テレビ、2017年6月4日）- MC
  - グレート☆パパラッチ（2017年12月10日）- MC
  - ニュースな日本語（日本テレビ、2018年7月29日・12月16日）- MC
  - 未解決クラブ（2019年9月29日）- MC
  - 鬼の錬金マスター（2020年3月8日）- MC
  - 止まったままの人生時計が動き出す 〜1時間後に初告白します〜（2021年2月28日）- ナビゲーター
  - あとは見つかるだけ（2024年10月6日）- MC
- 土チャレ「世界の入りグチ」（フジテレビ、2017年6月10日）- MC
- ネクストブレイク（日本テレビ）
  - 〜話題スポットを徹底調査〜 かしこ芸人がゆく（2017年6月10日）- MC
  - 文無しアカデミー（2018年2月17日 - 8月18日）- MC
- 何でこんな本出しちゃったんですか？（日本テレビ、2017年8月13日・2018年4月18日）- MC
- 名乗るほどではございません!〜芸能人が匿名で投稿してみたら意外に通っちゃったSP〜（日本テレビ、2017年12月29日）- MC
- カズレーザーSP 理由を述べよ!（テレビ朝日、2018年1月3日）- MC・冠番組
- 無駄だと思ったら…実はスゴかった!〜世代ギャップ前向き解消バラエティ〜（テレビ東京、2018年5月26日）- MC
- 弱肉強食バトルロイヤル クイズジャングル（テレビ朝日、2018年6月25日・7月2日）- クイズファイター
- 運命のクロスヒストリー 徹底捜査 忠臣蔵（NHK総合、2018年12月30日）- MC
- 映像発掘バラエティー たけしのその時カメラは回っていた（NHK総合、2019年2月16日 - 8月10日）
- 全問リアル 就活Q（NHK総合、2019年3月2日・5月2日）- MC
- ゲストは偉人さま!!（テレビ朝日、2019年5月20日 - 6月28日）- MC
- 世界法廷ミステリー（フジテレビ、2019年6月15日 - 2020年8月9日）
- 投稿!30秒ダンス動画選手権（フジテレビ、2019年8月11日）- MC
- 押し付けクイズYOU!ANSWER!!（読売テレビ、2019年9月1日）- MC
- トランプ大統領決定戦!最高峰の頭脳がカードゲーム対決（BSテレ東、2019年12月26日） - プレイヤー
- クイズ!THE采配 〜この問題、誰に答えさせますか？〜 （TBSテレビ、2019年12月29日） - 監督
- 太田松之丞・カズレーザー・古市憲寿の2019年ニュースの裏ぶっちゃけますSP（テレビ朝日、2019年12月31日） - 冠番組
- 突撃!フルレーザー 〜ニッポンの問題考えてみた〜（フジテレビ、2020年3月13日）- MC・冠番組
- カズレーザーのタメになるエンタメ!（関西テレビ、2020年3月27日）- MC・冠番組
- RAGAZZE! 少女たちよ!（NHK総合、2020年3月28日） - ナビゲーター
- 芸人マウス派遣センター （フジテレビ、2020年3月30日）- MC
- リモスタ!（BSフジ、2020年9月5日・19日）- MC[62]
- コンテナ全部開けちゃいました（NHK BSプレミアム→NHK総合、2020年11月20日 - 2022年12月21日）
- クイズ 距離感カジノ（読売テレビ、2020年12月24日） - 進行
  - クイズ 超感覚カジノ（読売テレビ、2021年6月17日）- 進行
- めざせ!池上彰 カズレーザー&澤部 池上超え目指しニュース解説に挑戦!（テレビ朝日、2021年1月6日）- 冠番組
- 水曜NEXT!「何人がかりでやってるの?」（フジテレビ、2021年1月27日・2月3日）- MC
- カズレーザーvs. NHK高校講座（NHK Eテレ、2021年2月27日 - 2023年1月21日）- MC・冠番組
- 芸人記者ニュースマン（フジテレビ、2021年3月14日）- MC
- ファクトチェック 〜都市伝説では終わらせない〜（日本テレビ、2021年5月2日・9月27日）- MC
- 15ビョーーーン（テレビ東京、2021年6月6日・2022年1月2日）- ご意見番
- エンドロールで見っけ!このNIHONJINって誰?（テレビ東京、2021年9月18日・2022年1月1日）
- 魅惑のカレー大全 〜カレーがこんなに好きなワケ〜（NHK BSプレミアム、2021年9月18日） - MC
- カズレーザーと学ぶ。（日本テレビ、2021年10月2日 - 2022年2月27日）- MC・冠番組
- 個人で持つのは大変です!（BS-TBS、2021年10月31日 - 2023年2月12日）
- おジゾク様がゾクゾク! 〜ようこそ持続できちゃう世界へ〜（TBS、2021年12月5日）- MC
- 日曜ビッグバラエティ（テレビ東京）
  - 「天空の仕事人」地上126ｍレインボーブリッジ頂点(秘)絶景（2021年12月19日）- 司会
  - キラピカ王国 ～ヤバい汚れを全部キレイに! スッキリ映像72連発～（2022年7月31日）- MC
  - 最強衝撃映像90連発 ～スタッフが3151本見た中から選んだ最強動画ランキング～ （2022年8月28日）- 進行
  - 一茂・カズレーザーの巨大なモノどうやって壊す?（2024年11月3日）- MC・冠番組
  - 〇〇界隈!のぞき見&分析（2025年4月6日・7月13日）- MC
- 大正時代スクープ 日本非常識ヒストリー（BSテレ東、2021年12月25日）- MC
- もしアニ もしも芸能人がアニメを作ったら（テレビ朝日、2021年12月31日）- MC
- THEグレートアンサー（2022年1月8日 - 2023年7月10日、毎日放送） - MC
- 新時代の働き方を考えるバラエティ 働くポジさん（読売テレビ、2022年1月30日）- MC
- ラクガキから人生を見るテレビ カベアテ（中京テレビ、2022年3月24日）- MC
- 経験は知識に勝るのか!? クイズ!カズ&宇治原をぶっ飛ばせ（関西テレビ、2022年3月19日） - 知識チーム・冠番組
- Anime nova プロジェクト U-20アニメグランプリ（テレビ東京、2022年4月1日）- MC
- 秘密の教材ドッキリ式学習塾（テレビ朝日、2022年4月2日・9月30日）- MC
- 創造バトルバラエティ「バベル」（テレビ朝日、2022年6月25日）- MC
- 偉人に献杯（BS朝日、2022年6月26日）- MC
- カズレーザー&河北麻友子のゴールド・ラッシュ特大号（CSディスカバリーチャンネル、2022年7月3日 - 12日）- MC・冠番組
- 持ち寄り謎Q殿（テレビ朝日、2022年9月24日）- MC
- あなたは知ってる?知らない? 超レア映像遺産ショー（日本テレビ、2022年12月8日） - 頭脳派芸能人
- 貉ゲーム 〜たった一つ共通点を探せ〜（テレビ東京、2022年12月9日 - 23日）- MC
- 土曜☆ブレイク「劇団ひとり&カズレーザーの熱中モノ語り」（TBS、2022年12月10日）- MC・冠番組
- LIVEしずおか大みそかSP カズレーザーとZ世代超ホンネ会議（静岡放送、2022年12月31日）- MC・冠番組
- ゴタクを並べてワッハッハ（日本テレビ、2023年1月29日・6月28日） - MC
- GPSつけてみた（東海テレビ、2023年4月1日・2024年6月1日）- MC
- 火曜NEXT!「バイバイSALE」（フジテレビ、2023年5月24日・31日）- MC
- カズレーザーのビブンセキブンいつ使うん?（東海テレビ、2023年8月13日）- MC・冠番組
- 何を隠そう…ソレが!（テレビ東京、2023年9月2日・12月28日） - 語り手
- サプライズタイムトラベル カズリムジン（フジテレビ、2023年9月8日）- MC・冠番組
- カズレーザーvs.スーパークイズ研（NHK Eテレ、2023年9月30日・2024年5月5日）- 冠番組
- 阿佐ヶ谷姉妹&カズレーザーのそれなら、安心だわ（テレビ朝日、2023年10月1日・2024年2月4日）- MC・冠番組
- マッピングで発見!ぶっ飛び人生 はみだしサン（テレビ東京、2023年12月23日）- MC
- クイズ!先生芸能人No.1決定戦（毎日放送、2024年2月4日）- MC
- 今月あと1万円しかない!これがボクらの生きる道（TBS、2024年3月4日 - 6月29日）- MC
- くりぃむカズVS100人の天才（日本テレビ、2024年3月27日）- 冠番組
- フジバラナイト SAT「美食クイズ!ビストロアンサー」（フジテレビ、2024年5月29日）- MC
- 言われてみれば確かに!（TBS、2024年8月3日・2025年1月16日）- MC
- ガンダム 45th Anniversary Party!（テレビ東京、2024年8月4日）- MC
- パラれるテレビ ～ノーリアルショー～（毎日放送、2024年8月17日）- MC
- あにまるランキングダム ～不思議&最強!スゴい動物大図鑑～（フジテレビ、2024年9月5日）- MC
- 日立 世界・ふしぎ発見!（TBS、2024年11月9日・2025年3月22日）
- 日経スペシャル「見直そうニッポン! ～未来へつなぐ日本の木～」（テレビ東京、2024年12月27日） - MC
- 女史たちとニュース 生瀬&カズレーザーと令和女史が2024年重大二ュース大激論（フジテレビ、2024年12月29日）- MC・冠番組
- 100分de筒井康隆（NHK Eテレ、2025年1月3日）- MC
- 世界でコンニチワ!海を渡ったNIPPONプライド（読売テレビ、2025年2月23日）- MC
- カズレーザーの北海道そこ行く!?（北海道文化放送、2025年3月22日）- MC・冠番組
- 知ったかぶり解消¥タメバラエティ カネレーザー（テレビ朝日、2025年4月12日）- MC・冠番組
- 一茂カズ vs THE業界ジン（日本テレビ、2025年4月20日・7月28日）- MC・冠番組
- 教えて!山レーザー（フジテレビ、2025年5月10日）- MC・冠番組
- アベレーザーの見見学学（テレビ朝日、2025年8月16日）- MC・冠番組

### ラジオ

#### レギュラー番組
- 週刊!しゃべレーザー（2021年10月1日 - 、静岡放送） - パーソナリティ

#### 過去のレギュラー番組
- AKB48 2029ラジオ〜10年後の君へ〜（ニッポン放送、2019年4月22日 - 2021年3月28日） - レギュラーアドバイザー[63]

#### 特番・単発
- 号外！しゃべレーザー（2021年7月4日、静岡放送） - パーソナリティ

### インターネット番組
- タイムボムのビザ申請中（ニコジョッキー、2013年1月 (#1) - 2014年6月 (#19) /月1配信）
- 企画力芸人（AbemaTV、2017年2月5日）
- 橋本環奈に届け！イケメンたちの『1リツイートの恋』（AbemaTV、2019年2月18日）- MC
- TDK presents 学生イノベーションバトル そのヒラメキで世界を変えろ（2019年12月7日 - 2020年3月28日、AbemaTV）- MC[64]
- SPRAY! #日本を塗り替えろ（2020年6月27日 - 2021年3月30日、AbemaTV）- MC
- カズレーザー先生がおくる『フルーツバスケット』2nd season放送開始記念特別授業（2020年4月3日 - 2020年10月4日、エイベックスチャンネル・あにてれ・Paravi）[65]
- KILLAH KUTS（2024年10月14日、Amazon Prime Video）- 「右翼左翼レース」MC[66]

### テレビドラマ
- 今夜もLL♡(LIVE&LOVE)　エピソード2「君の瞳に花束を」（TOKYO MX、2016年5月24日）
- 世にも奇妙な物語（フジテレビ、2017年4月29日）
- 今どきの若いモンは（2022年4月9日 - 5月28日、WOWOW） - ジャイアント剛田

### 映画
- アイの歌声を聴かせて（2021年10月29日公開、松竹） - サトミの担任 役（声の出演）

### イベント
- オール視聴者感謝祭 史上最強のオンラインクイズ王決定戦!!（2022年3月27日・10月2日、TBSテレビ） - 司会

### CM
- リクルート
  - 「FromA Navi」（2016年）
  - 「スタディサプリ 中学講座」（2022年）
- 成基「ゴールフリー」（2017年）
- グッドスマイルカンパニー「グランドサマナーズ『熱い野郎ども篇・奥義カズレーザー』篇」（2017年）
- トーキョーブックマーク　関西・東海地区（2017年）
- Google×良かれと思って!(2017年）
- ナビスコ 「オレオ『ファミリーコーデプレゼント』篇 」（2017年）
- ワコール「BROS（ブロス）」（2018年）
- 日清食品「日清ラ王」（2018年、2019年）
- JR博多シティ（アミュ・アミュエスト・博多阪急）「NEW YEAR BARGAIN」（2020年）
- オキシクリーン（2020年）
- ユーグレナ （2020年）
- プログリット（2021年）
- アドビ（2021年）
- 採用係長（2021年）
- ピザハット『ピザ全品30％50％OFF』篇、『MY BOX（マイボックス）』篇（2021年） ※ムックと共にブランドアンバサダー就任[67][68]
- グラクソ・スミスクライン・コンシューマー・ヘルスケア・ジャパン「カムテクト」『カムテクト重曹歯垢除去』篇（2024年）[69]

## 作品

### DVD・Blu-ray Disc
- 大爆笑オンエアできないバトル〜地下芸人激ヤバネタ祭〜（ビデオメーカー、2009年3月）
- 伊集院光のてれび 完全版〜仲良しメンバーと厳選食材でカレーを作ろう!/VRDK(バカ編)〜（ポニーキャニオン、2016年6月）

### クイズ本
- カズレーザーが解けなかったクイズ200問（マガジンハウス 2020年10月29日 ISBN 978-4838731299）[70]

### 推薦・解説等
- 倉知淳「新装版 星降り山荘の殺人」(講談社文庫 2017年7月14日) 帯文
- 倉知淳「シュークリーム・パニック」(講談社文庫 2017年9月13日) 帯文
- 天明麻衣子「時短勉強術」（セブン＆アイ出版 2017年12月4日）帯文
- 竹俣紅「紅本」（パルコ出版 2018年1月31日）帯文
- 北方謙三「チンギス紀 三 虹暈」（集英社  2018年10月26日）帯文[71]
  - 小説すばる 2018年6月号（集英社）北方謙三×カズレーザー対談収録[72]
- おぎぬまX「地下芸人」（集英社文庫 2020年10月2日）おぎぬまX×カズレーザー対談収録[73]
- 倉本美津留「びこうず」(ワニブックス 2020年11月8日) 帯文[74]
- 山崎怜奈「歴史のじかん」（幻冬舎 2021年2月10日）帯文[75]
- 矢野了平(その他)「美しいナゾトキ」(小学館集英社プロダクション 2021年9月16日) 帯文
- ノベル大賞（集英社オレンジ文庫・コバルト文庫）の2022年度選考からゲスト審査員